# 2024年のイエメンへのミサイル攻撃
2024年のイエメンへのミサイル攻撃(英語:2024 missile strikes in Yemen、アラビア語:حملات هوایی ۲۰۲۴ به یمن)は、イエメンの反政府勢力フーシ派が2024年1月11日に国連安全保障理事会決議によって非難された翌日の2024年1月12日未明にアメリカ合衆国とイギリス王国がオーストラリア、バーレーン、カナダ、ニュージーランド、オランダの支援を受けてイエメン本土へのミサイル攻撃、空爆を行った出来事。

## 背景
2021年2月16日、バイデン政権は、フーシ派の正式な政治・軍事組織であるアンサール・アッラーを、指定が人道支援の提供を妨げる懸念から、外国テロ組織 (FTO) のブラックリストから削除した。 フーシ派がイエメンで最も人口の多い地域の大部分を支配していたために、イエメンの政治的・社会経済的危機が悪化した(イエメン危機(2011年)) 。 2022年4月、国連はフーシ派とイエメンの国際的に認められているアデン派の大統領指導評議会（PLC）との間の停戦を仲介し、翌年10月に正式に失効したにもかかわらず、2023年12月現在も停戦は継続している。
2023年パレスチナ・イスラエル戦争が勃発すると、 フーシ派の親組織とされているイランが支援したために、フーシ派を統治している最高政治評議会はハマスへの支持を宣言し、紅海、特にバブ・エル・マンデブ海峡を通過する商船への攻撃を開始した。バブ・エル・マンデブ海峡は、紅海とアデン湾を結ぶ狭い海峡で、イエメンとジブチに挟まれている。
フーシ派は当初、イスラエルの港に向かう商船、またはイスラエルと何らかのつながりのある商船のみを標的にすると主張していたが、すぐに国籍問わず船舶を無差別に標的にし始め、イスラエルとの関係が認められない船舶への攻撃を次々に行った。 紅海の船舶に対する攻撃を開始するために、フーシ派軍事部門は沿岸ミサイル砲台、徘徊型兵器、軽機関砲、機関銃、対戦車ミサイルを装備した高速攻撃艇を使用している。
フーシ派による貨物船「杭州」攻撃の前に、アメリカ軍はフーシ派のミサイルと無人機計24機を撃墜し、紅海の航路を守るために海軍艦艇を配備していたが、フーシ派とは直接交戦していなかった。 1月の第1週の1日平均の通航船舶にはばら積み貨物船105隻、タンカー58隻が含まれており、前週のばら積み貨物船115隻、タンカー70隻から減少した。
2024年1月3日、アメリカと一部の国々はフーシ派に対して船舶に対する攻撃停止を求める最終通告を出した。イエメンへの攻撃に至るまでの数日間、アメリカ合衆国議会の議員と国防総省の高官はフーシ派に対する強力かつ抑止力のある対応を要求した。攻撃の前日の1月12日、国連安全保障理事会は紅海におけるフーシ派の侵略を非難する決議を可決した。

## 経過

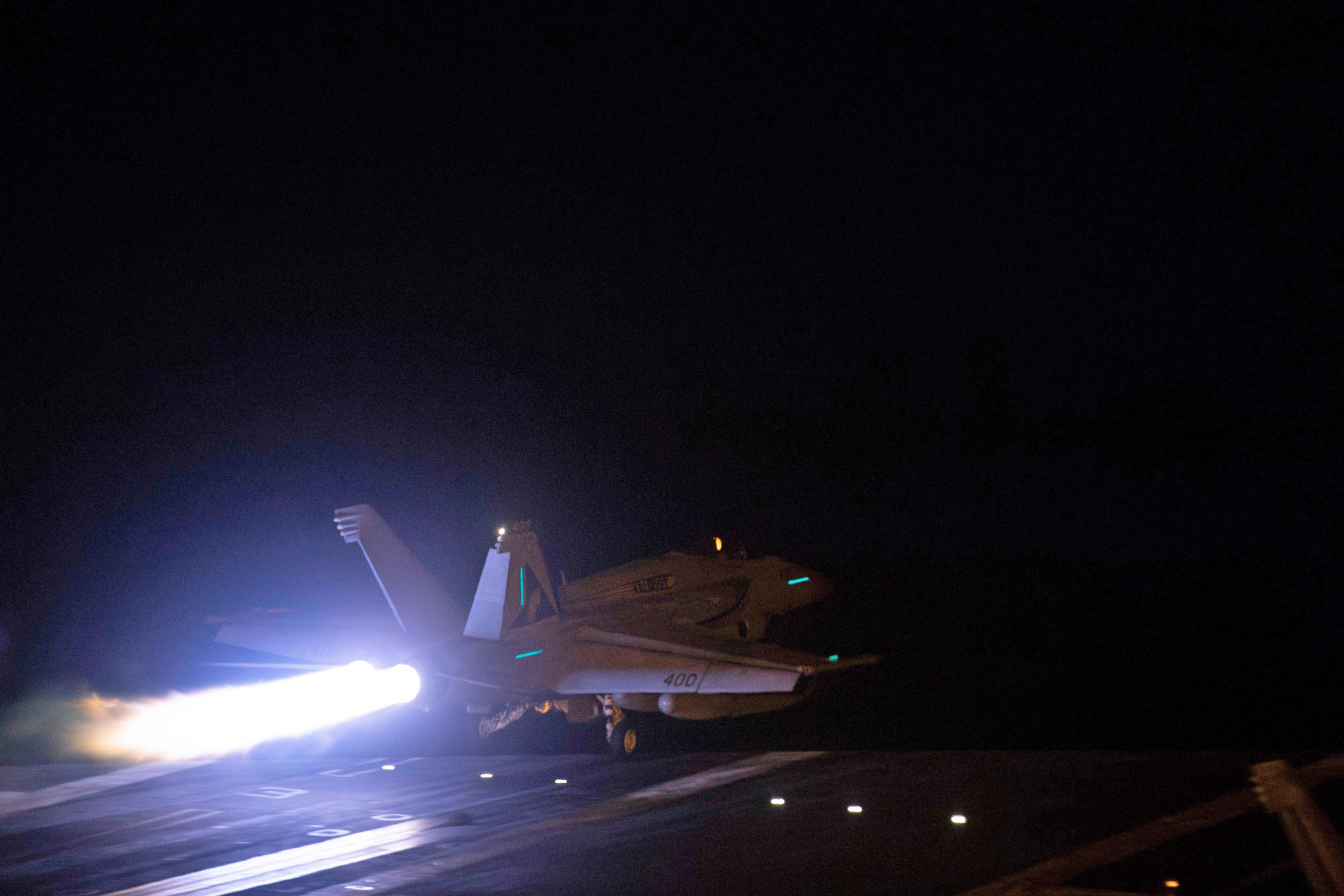
1月12日、夜間、空母より発艦するF/A-18戦闘機

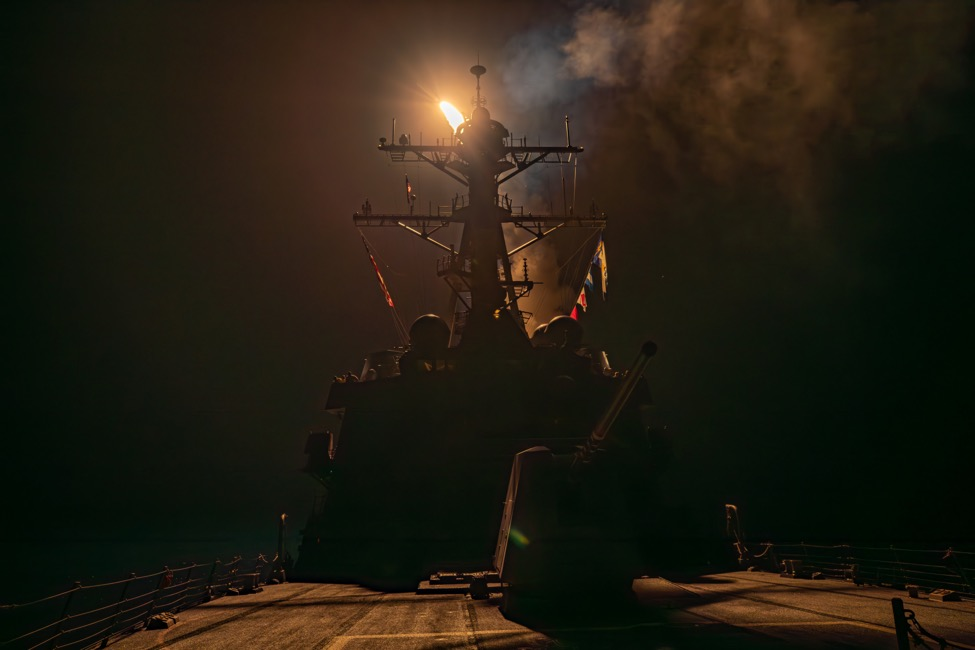
トマホーク巡航ミサイルを発射するアメリカ海軍の駆逐艦

アメリカ合衆国大統領ジョー・バイデンは2024年1月12日未明にイエメンで活動する武装勢力フーシ派の拠点にアメリカ軍とイギリス軍がミサイル攻撃及び空爆を行ったと発表した。
フーシ派の報道官は12日、SNSにビデオ声明を投稿し「アメリカとイギリスはイエメンの首都サヌアやホデイダなどを目標に73回攻撃を行い、イエメンに対する侵略を行った。わが軍で5人が死亡し、6人がけがをした」と発表した。
アメリカ海軍の航空母艦ドワイト・D・アイゼンハワーからF/A-18スーパーホーネット15機(EA-18G グラウラー含む)が、イギリス空軍がタイフーン4機を出撃させ、空爆を行った。その他トマホークミサイルを使用し空爆を行った。

### 1月12日
イエメン(フーシ派)への攻撃はイエメン時間午前2時30分（UTC+3）頃に開始された。精密誘導爆弾、AGM-88 HARMを装備したアメリカ空軍の戦闘機が地域基地から派遣された。同時にF/A-18、EA-18、E-2Dを含む22機の固定翼機がアメリカ海軍の原子力空母「ドワイト・D・アイゼンハワー」から離陸した。また、イエメン近海に配備されていたタイコンデロガ級ミサイル巡洋艦「フィリピン・シー」とアーレイ・バーク級ミサイル駆逐艦の「グレーヴリー」、「メイソン」、「ラブーン」は、オハイオ級原子力潜水艦「フロリダ」とともにトマホーク巡航ミサイルによる攻撃を実施した。
イギリス放送協会(BBC)は、キプロスのアクロティリ空軍基地から派遣されたイギリス空軍の戦闘機ユーロファイター タイフーン4機が本攻撃に参加したと報じた。また、アメリカの大手ニュース会社CNNはイギリス空軍の空中給油機、ボイジャー2機がこの任務を支援したとも報じられている。アメリカ軍統合参謀本部作戦部長の ダグラス・シムズ 中将は、アメリカ軍と連合軍がイエメンの反政府勢力フーシ派の軍事基地やミサイル基地など28か所の60以上の目標を攻撃するために100発以上の精密誘導弾を使用したと発表した。
イギリス国防省は２つの拠点を標的にしたと発表した。発表内容によると最初の拠点はイエメン北西部のバニにあり、偵察とドローン攻撃に使用された。2番目の場所はアッブス飛行場で、国防省によれば、紅海上空で巡航ミサイルと無人機の両方を発射するために利用されていたという。 
アメリカ軍とイギリス軍によるミサイル攻撃はイエメンのフーシ派が掌握している都市サナア、ホデイダ、ダマルでミサイル爆発が報告された。標的には物流センター、防空システム、武器保管場所などが含まれた。フーシ派が運営するニュースチャンネルのアル・マシラとアメリカのニュースサイトであるCNNによると、 首都サヌア北郊のダイラミ空軍基地、西部のホデイダ国際空港周辺地域 、北部サーダ州カフランにあるフーシの本拠地 、南西部タイズの国際空港並びに同行政区内にあるその他の地域、北西部の町アブスで使用される空港が攻撃を受けたと報道された。

### 1月13日
1月13日、イエメン時間午前3時45分(UTC+3)ごろにアメリカ軍はフーシ派が所有しているレーダーサイトへアーレイ・バーク級ミサイル駆逐艦「カーニー」からトマホークミサイルを発射し、追加攻撃を実施した。攻撃は成功し、レーダーサイトを破壊したと発表した。

### 1月14日
1月14日、アメリカ軍はフデイダからミサイル駆逐艦「ラブーン」の方向に向かって発射されたフーシ派の対艦巡航ミサイルを戦闘機１機が迎撃したと発表した。また、アメリカ政府はイギリスとともに、同日にフーシ派が主張したホデイダへの再度の攻撃の実行も否定し、爆発がフーシ派のミサイルの誤射によって引き起こされたことを示唆した。

### 1月16日
1月16日、アメリカ軍が発射準備中のフーシ派の対艦弾道ミサイル４発を攻撃したと報じられた。

### 1月19日
米中央軍は紅海南部に向けて発射準備を整えていた対艦ミサイル3発を攻撃し、破壊したと発表した。AP通信は現地時間19日午後6時45分ごろ、空母「ドワイト・D・アイゼンハワー」から飛び立ったF/A-18戦闘機が攻撃を実施したとしている。

### 1月22日
1月23日、米軍及び英軍はフーシ派の軍事拠点8箇所にトマホーク巡航ミサイル及び空母「ドワイト・D・アイゼンハワー」艦載機による攻撃を実施した。

### 2月1日
2月1日、F/A-18 スーパーホーネットがイエメン西部で発射準備中の無人機10機を爆撃した。

### 6月7日
6月7日、アメリカはイエメンのフーシ派支配地域で、無人航空機4機と対艦弾道ミサイル2発への攻撃も行った。また、この他に、紅海でフーシ派の哨戒艇を撃沈したと発表した。

## 反応

### イエメン国内
イエメン政府
国際的に広く認められているイエメン政府は、AP通信に対して反政府勢力フーシ派による軍事行動を強く非難し、「プロパガンダ目的で国を軍事衝突の場に引きずり込んだ」、「パレスチナ人支援と誤解を招くような結び付けをした」と非難する声明を発表した。
また、イエメン政府は紅海地域の治安を強化する権利を再確認し、同地域および世界全体の安定は「イエメンの合法的な国家機関を回復すること以外には達成できない」と述べた。その上でイエメン政府はパレスチナの大義への支持を再確認し、「占領地におけるイスラエルの侵略は地域をさらに不安定化し、国際の平和と安全を脅かす危険がある」と警告した。
フーシ派

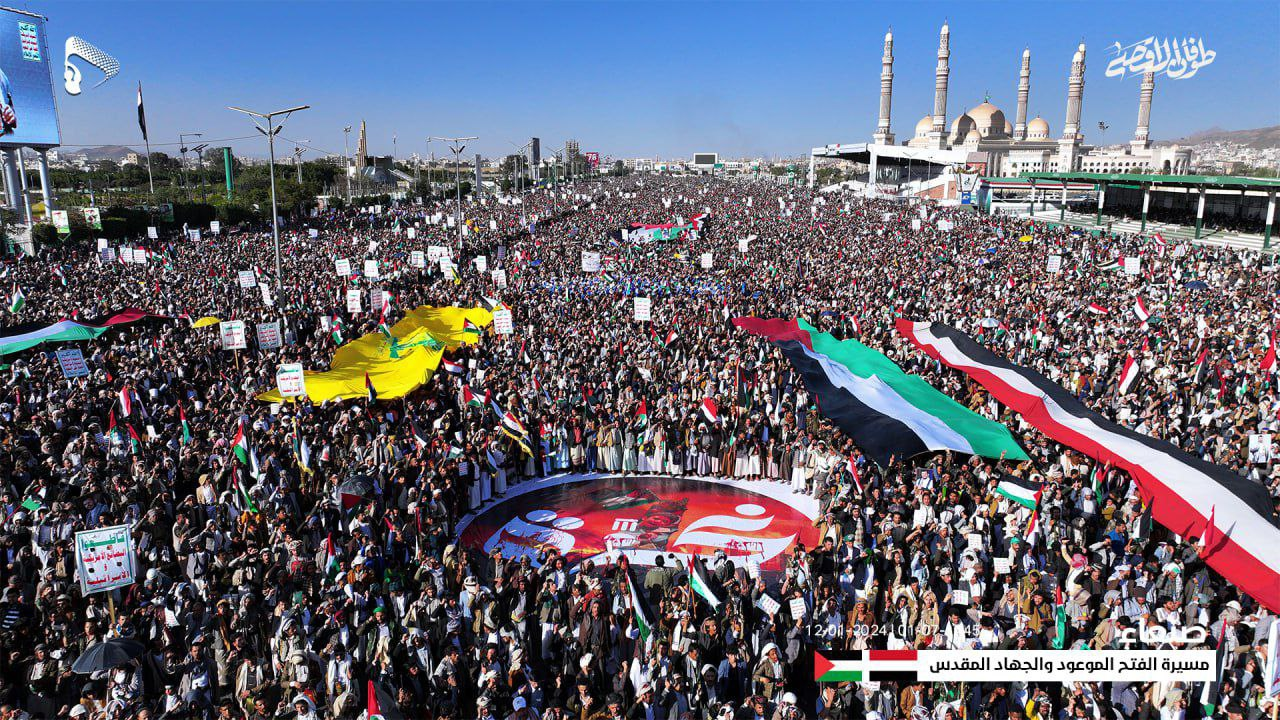
アメリカ・イギリスのミサイル攻撃に対しての抗議デモ(イエメン(フーシ派)の首都サヌアにて)

フーシ派のフセイン・アル・イッツィ外務副大臣は、アル・マシラとのインタビューで、今回の攻撃を「露骨な侵略」と呼び、アメリカとイギリスは「大きな代償を払う」だろうと報復を示唆した。  
フーシ派の高官アリ・アル・カフームも同様にアメリカとイギリスに対して報復があると誓った。 
フーシ派の報道官 ムハンマド・アブドゥルサラムは、フーシ派がイスラエルの船舶や「イスラエルによって占領下に置かれたパレスチナの港」に向かうあらゆる船舶を引き続き標的にするだろうと発表し、アメリカとイギリスが攻撃によって「被害が及ぶ」と考えるのは間違っていると述べた。イエメンがパレスチナとガザを支援するのを阻止すると述べた。 